# Bluetooth с низким энергопотреблением
Беспроводная технология Bluetooth с низким энергопотреблением (англ. Bluetooth Low Energy, Bluetooth LE, BLE, представленная также как Bluetooth Smart) — выпущенная в декабре 2009 года версия спецификации ядра беспроводной технологии Bluetooth (включена в Bluetooth 4.0), наиболее существенным достоинством которой является сверхмалое пиковое энергопотребление, среднее энергопотребление и энергопотребление в режиме простоя.
Устройства, использующие Bluetooth с низким энергопотреблением, будут потреблять меньше энергии, чем другие Bluetooth-устройства предыдущих поколений. Во многих случаях устройства смогут работать более года на одной миниатюрной батарейке типа таблетка без подзарядки. Таким образом, можно будет иметь, например, небольшие датчики, работающие непрерывно (например, датчик температуры, ценники,…), общающиеся с другими устройствами, такими, как сотовый телефон или КПК.
Эта новая версия спецификации Bluetooth даёт возможность поддержки широкого диапазона приложений и уменьшает размер конечного устройства для удобного использования в областях здравоохранения, физкультуры и спорта, охранных систем и домашних развлечений.

## История
12 июня 2007 года Bluetooth SIG объявила, что Wibree станет частью спецификации Bluetooth как технология Bluetooth со сверхнизким энергопотреблением (ULP Bluetooth). Результатом должна быть беспроводная технология с малым потреблением энергии и значительно увеличенным сроком службы от аккумулятора, сопоставимыми с таковыми у схем, использующих ZigBee.
20 апреля 2009 года Bluetooth SIG представила новую технологию Bluetooth с низким энергопотреблением как дополнительный протокол стека, полностью совместимый с другими существующими стеками протоколов Bluetooth. Предыдущие названия, такие как Wibree и ULP Bluetooth (Ultra Low Power), были заменены на принятое название технологии Bluetooth с низким энергопотреблением (Bluetooth low energy).
17 декабря 2009 года Bluetooth SIG опубликовала принятие беспроводной технологии Bluetooth с низким энергопотреблением в качестве отличительной особенности версии 4.0 ядра спецификации Bluetooth.
Интеграция Bluetooth с низким энергопотреблением в спецификацию ядра завершена в начале 2010 года. Первым устройством, включающим в себя данную технологию, был iPhone 4S, выпущенный в октябре 2011. Другие производители представили устройства с Bluetooth Smart Ready в 2012 году.

## Конфигурации
Потребляя меньше энергии, технология Bluetooth с низким энергопотреблением предложит длительное обеспечение связи и соединит маленькие устройства типа датчиков и мобильные устройства в пределах персональных сетей (PAN).
Спецификация Bluetooth 4.0 (и более поздние) фактически определяет две беспроводные технологии: BR/EDR (классический Bluetooth, развивающийся, начиная с первой версии стандарта) и BLE (Bluetooth Low Energy).
Устройства, в которых применён BLE, могут быть как двухрежимные BR/EDR/BLE (называются Bluetooth Smart Ready), совместимые с классическими Bluetooth-устройствами, так и однорежимные BLE (Bluetooth Smart).
Основными блоками Bluetooth-устройства являются:
- Приложение (англ. application) — реализует полезную для конечного пользователя логику работы;
- Ведущее устройство, хост (англ. host) — предоставляет верхние уровни стека протоколов Bluetooth;
- Контроллер (англ. controller) — занимается нижними уровнями Bluetooth.

Коммерческие продукты обычно используют одно из следующих аппаратных решений:
- SoC - однокристальная система, объединяющее в себе приложение, хост и контроллер. Применяется в компактных недорогих устройствах, таких как датчики;
- Решение на двух микросхемах, при котором приложение и хост соединены с контроллером посредством UART, USB, SDIO и т. п.[5] по протоколу HCI. Такая конфигурация может использоваться, например, в мобильных устройствах;
- Решение на двух микросхемах, в котором приложение соединяется с устройством связи (хост и контроллер) по проприетарному протоколу.

## Стек протоколов Bluetooth LE
Уровень приложения — самый высокий уровень стека протоколов. 
Уровень хоста содержит следующие уровни:
- GAP (Generic Access Profile) — профиль общего доступа,
- GATT (Generic Attribute Profile) — профиль общих атрибутов,
- L2CAP (Logical Link Control and Adaptation Protocol) — протокол логического соединения и адаптации,
- ATT (Attribute Protocol) — протокол атрибутов,
- SM (Security Manager) — менеджер безопасности,
- HCI (Host Controller Interface) — интерфейс хост-контроллер, часть на стороне хоста,

Хост связан с контроллером протоколом HCI. Уровень контроллера имеет следующие уровни:
- HCI — интерфейс хост-контроллер со стороны контроллера,
- LL (Link Layer) — канальный уровень,
- PHY — физический уровень.

См. также стек протоколов Bluetooth.

## Профили
Стандарт Bluetooth чётко разграничивает понятия протокола и профиля. Протоколы являются неотъемлемой частью спецификации и являются «горизонтальными» частями отдельных уровней стека Bluetooth. Профили же являются «вертикальными» срезами функциональности и могут быть как обязательными (Generic Access Profile или GAP, Generic Attribute Profile или GATT), так и специфическими для данного устройства (например, Find Me Profile, Proximity Profile). Производители могут определять и свои собственные профили, например, iBeacon и Apple Notification Center Service фирмы Apple.

## Технические данные
| Техническая спецификация                                               | Классический Bluetooth                                                          | Bluetooth с низким энергопотреблением |
| ---------------------------------------------------------------------- | ------------------------------------------------------------------------------- | --- |
| Радиочастота                                                           | 2.4 ГГц                                                                         | 2.4 ГГц |
| Расстояние                                                             | 100 м                                                                           | <100 м |
| Скорость передачи данных по воздуху                                    | 1-3 Мб/с                                                                        | 1 Мб/с |
| Пропускная способность                                                 | 0.7-2.1 Mb/s                                                                    | 0.27 Mb/s |
| Ведомые устройства                                                     | 7                                                                               | Не предопределено; зависит от реализации |
| Безопасность                                                           | 64/128-bit и определяемый пользователем прикладной уровень                      | 128-bit AES с Counter Mode CBC-MAC и определяемый пользователем прикладной уровень                                                                     |
| Надёжность                                                             | Адаптивная быстрая перестройка частоты, FEC, быстрый ACK                        | Адаптивная быстрая перестройка частоты, Lazy Acknowledgement, 24-битовый избыточный циклический код (CRC), 32-разрядная проверка целостности сообщения |
| Задержка (от неподключенного состояния)                                | Обычно 100 мс                                                                   | 6 мс |
| Минимальное общее время передачи данных (зависит от состояния батареи) | 100 мс                                                                          | 3 мс |
| Государственное регулирование                                          | Во всём мире                                                                    | Во всём мире |
| Орган по сертификации                                                  | Bluetooth SIG                                                                   | Bluetooth SIG |
| Передача голоса                                                        | Да                                                                              | Нет |
| Топология сети                                                         | Scatternet                                                                      | Scatternet |
| Потребляемая мощность                                                  | 1 Вт в качестве исходной                                                        | От 0,01 Вт до 0,5 Вт (в зависимости от вариантов использования)                                                                                        |
| Максимально потребляемый ток                                           | <30 мА                                                                          | <15 мА |
| Обнаружение службы                                                     | Да                                                                              | Да |
| Определение конфигурации                                               | Да                                                                              | Да |
| Варианты использования                                                 | Мобильные телефоны, игры, наушники, стерео аудио потоки, автомобили, ПК и т. д. | Мобильные телефоны, игры, ПК, часы, спорт и физкультура, здравоохранение, автомобили, бытовая электроника, автоматизация, промышленность и т. д.       |

## Варианты использования
Bluetooth с низким энергопотреблением является расширением спецификации базовой беспроводной технологии Bluetooth, которая добавит новые функциональные возможности и позволит создавать приложения для удаленного управления, медицинского наблюдения, спортивных датчиков и других устройств. Bluetooth с низким энергопотреблением даст возможность улучшить существующие варианты применения, расширяя применимость и функциональные возможности технологии Bluetooth.
Соответствующие чипы могут быть интегрированы в такие продукты, как наручные часы, беспроводные клавиатуры, геймпады и датчики тела, которые могут подключаться к принимающим (хост) устройствам, таким как мобильные телефоны, персональные цифровые помощники (КПК) и персональные компьютеры (ПК).
аудио:
- Bluetooth LE Audio[англ.] (с 2022 г.)[8]

### Обновления программного обеспечения
Соответствующие приложения для существующих устройств могут быть открыты для использования технологии Bluetooth с низким энергопотреблением с помощью обновления. Это даст возможность существующему программному обеспечению Bluetooth-технологии получать данные от Bluetooth с низким энергопотреблением. Однако, возможность общаться в дуплексном режиме ограничена с определенными схемами распределения частоты традиционной технологии Bluetooth. Широко распространенные устройства, такие как мобильные телефоны, персональные цифровые помощники (КПК) и персональные компьютеры (ПК), могут получать данные передаваемые устройствами Bluetooth с низким энергопотреблением в качестве принимающих устройств для сложных задач.
Следовательно, технология Bluetooth с низким энергопотреблением может связать любую персональную сеть согласно IEEE 802.15 (WPAN) которая имеет связь с каждым простым устройством с другими приборами для сложных задач, а также для поддержки шлюза для передачи информации другим сетевым объектам.
Иногда можно «восстановить» рассеянную энергию излучения или энергию движения. Такие «убирающие мусор» системы могут питать Bluetooth со сверхнизким энергопотреблением, что приводит к чему-то наподобие датчиков «умной пыли», очень маленьких, независимых, доступных сетевых датчиков, которые сообщают о цельной картине вокруг, они рассредоточены повсюду и не исчерпывает энергию. Кроме того, являются надежными.

### Стандартизация
На рынке патентованных решений для обеспечения связи, технология Bluetooth с низким энергопотреблением определяет себя как:
- широкораспространенный промышленный стандарт протоколов (Bluetooth SIG)
- международный промышленный стандарт для передачи (IEEE 802.15.1)
- низкая цена благодаря интеграции микросхемы
- совместимость с уже существующими Bluetooth-устройствами через обновления

### Аппаратные платформы
Несколько производителей занимаются выпуском чипов для периферийных устройств Bluetooth LE, например, Nordic Semiconductor с микросхемами серии nRF51, nRF52, Texas Instruments с системой-на-кристалле CC2541. Кроме того, вместо того, чтобы самостоятельно разрабатывать свои решения для радио, производители могут приобрести готовые модули, прошедшие соответствующую, довольно дорогостоящую, сертификацию. На начало 2014 года были доступны модули Laird BL600, Bluegiga BLE112/BLE113, а также RFDuino (для платформы Arduino).
В качестве примера ниже приведены характеристики системы на кристалле серии nRF51:
- ARM (архитектура) Cortex-M0 с тактовой частотой 16 МГц
- От 128 до 256 Кб флеш-памяти, из которых около 90 Кб занимает стек Bluetooth LE
- 16 Кб SRAM-памяти, из которых 8 Кб может использовать приложение, а остальное использует стек